# Кефлах
Кефлах град је у Аустрији, смештен у јужном делу државе. Значајан је град у покрајини Штајерској, у оквиру округа Фојтсберг.
Град Кефлах је познат у Аустрији по дворцу Пибер, где се узгајају коњи Липицанери.

## Природне одлике
Кефлах се налази у јужном делу Аустрије, 230 км југозападно од главног града Беча. Главни град покрајине Штајерске, Грац, налази се 50 km источно од града.
Град Кефлах се сместио у долини речице Канах. Изнад града се издижу Алпи. Надморска висина града је око 450 m.

## Становништво
| 1971.  | 1981.  | 1991.  | 2001.  | 2011. |
| ------ | ------ | ------ | ------ | ----- |
| 12.629 | 12.055 | 11.276 | 10.671 | 9.757 |

Данас је Кефлах град са нешто мање од 10.000 становника. Последњих деценија број становника града се смањује.

## Партнерски градови
- Гинген ан дер Бренц

## Галерија
- Градска бања Нова
- Дом културе у Кефлаху
- Унутрашњост градске римокатоличке цркве